# Arba Myncz
Arba Myncz (Arba Minch) – miasto w Etiopii; w regionie Region Narodów, Narodowości i Ludów Południa; Ok. 500 km na południe od Addis Abeby. 72,5 tys. mieszkańców (2005).